# Mount Moresby
Mount Moresby är ett berg i Kanada.   Det ligger i provinsen British Columbia, i den sydvästra delen av landet, 4 100 km väster om huvudstaden Ottawa. Toppen på Mount Moresby är 1 164 meter över havet. Mount Moresby ingår i Queen Charlotte Mountains.
Terrängen runt Mount Moresby är huvudsakligen kuperad, men den allra närmaste omgivningen är bergig. Mount Moresby är den högsta punkten i trakten. Trakten runt Mount Moresby är nära nog obefolkad, med mindre än två invånare per kvadratkilometer.. Det finns inga samhällen i närheten. 
I omgivningarna runt Mount Moresby växer i huvudsak barrskog.